# コムラサキシメジ
コムラサキシメジ（小紫占地・小紫湿地、学名: Lepista sordida）は、キシメジ科ムラサキシメジ属の小型から中型のキノコの一種である。若い個体ほど紫色が濃く、生長すると色あせて白っぽくなる。別名や地方名に、ハタケムラサキ、ウスムラサキ、ウリシメジ、ムラサキジコウなどがある。

## 分布・生態
日本各地、および温帯を中心に北半球、あるいは汎世界的に分布する。
腐生菌。夏（梅雨）から秋にかけて、雑木林や竹林、芝生、道端、畑地、草地、公園など、有機質の多い肥沃な土地の地上に群生または束生する。人家近くなど、人が活動しているような環境に生えることが多く、山中で見ることはほとんどない。大小ざまざまな菌輪を作り、菌輪は年々外側へ広がって大きくなる。同じ場所に何年にもわたって発生するが、雨の降り方などによって発生時期がずれることもある。
芝生にとって有害なフェアリーリング病の原因菌としても知られている。ゴルフ場などでは、芝生上に菌輪を作って大量発生して芝を枯らすため、害菌として嫌われている。

## 特徴
子実体は傘と柄からなり、肉質は薄くて少しもろい。全体が淡い灰紫色から淡紫褐色であるが、のちに退色して白っぽくなり、最終的に帯黄色から帯灰褐色になる。特有の鼻を刺激する香りが強い。
傘は滑らかで、径は3 - 10センチメートル (cm) 。初め丸山形からまんじゅう形で、のちに平らに開き、さらに中央部が窪む。縁部は幼時内側に巻く。傘表面は淡紫色で、雨に当たると水を吸って中心部が白っぽくなる。初めは紫色が濃く、生長すると次第に薄く変色する。傘に粘性はない。傘裏のヒダは傘と同じ淡紫色で、胞子が成熟すると褐色になる。ヒダはやや疎らに配列し、柄に対して湾生、上生、直生、垂生と、個体差が大きい。肉は淡紫色。
柄は中実、高さは2.5 - 8 cm、太さ5 - 10ミリメートル (mm) 、根元はやや太い。柄の表面はやや繊維質で淡紫色、やや茶色がかる。柄の根元に菌糸が生える。
担子胞子は5.5 - 7 × 3 - 4マイクロメートル (μm) の楕円形、微細なイボ状突起で覆われ、非アミロイド性。胞子紋は白色から淡クリーム色。
本種は同じムラサキシメジ属の食用キノコであるムラサキシメジ（Lepista nuda）やオオムラサキシメジ（Lepista personata）と似ているが、キノコがより小型で、ヒダがやや疎らに配列していることで区別がつく。

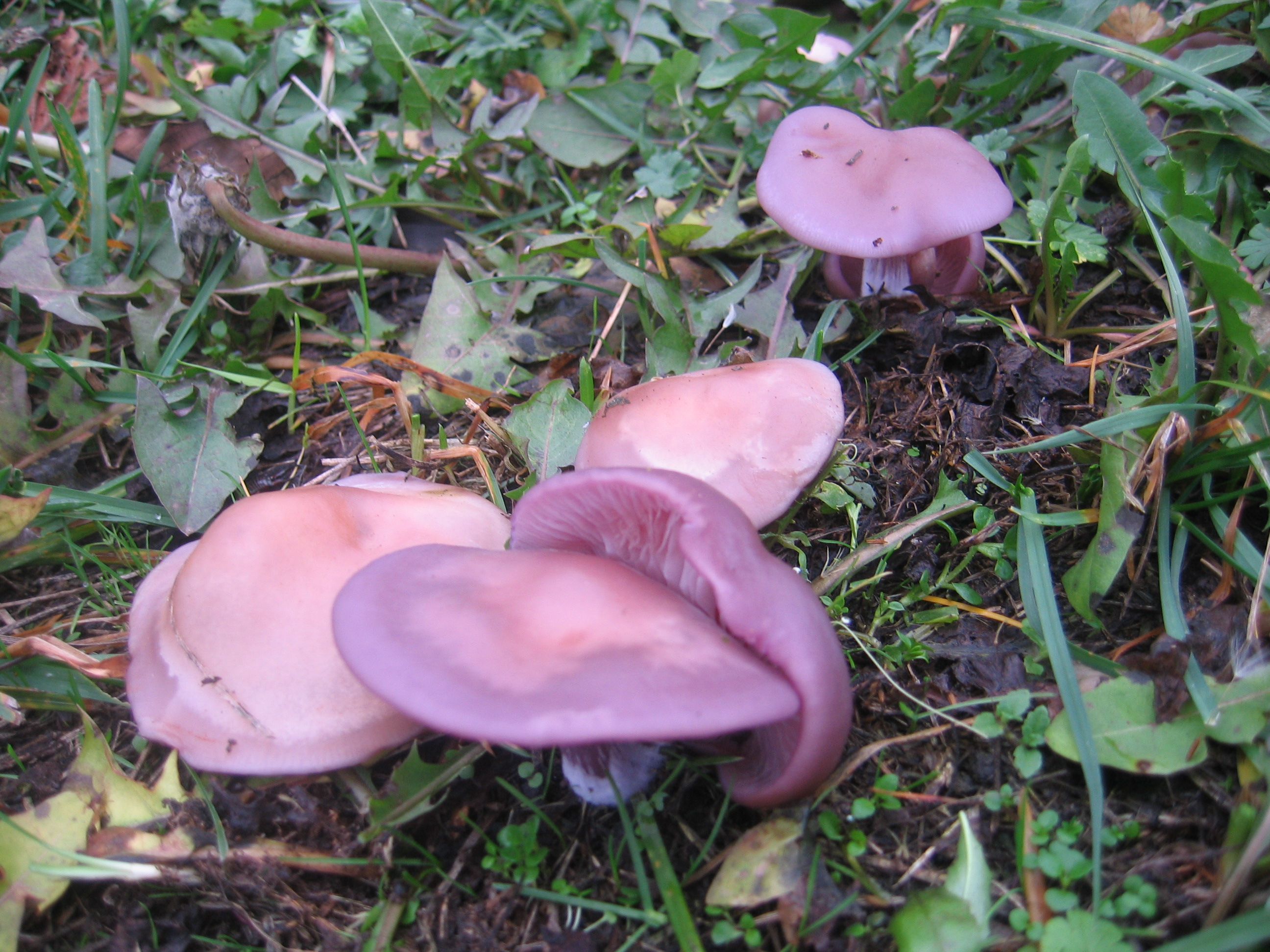
地上に群生する
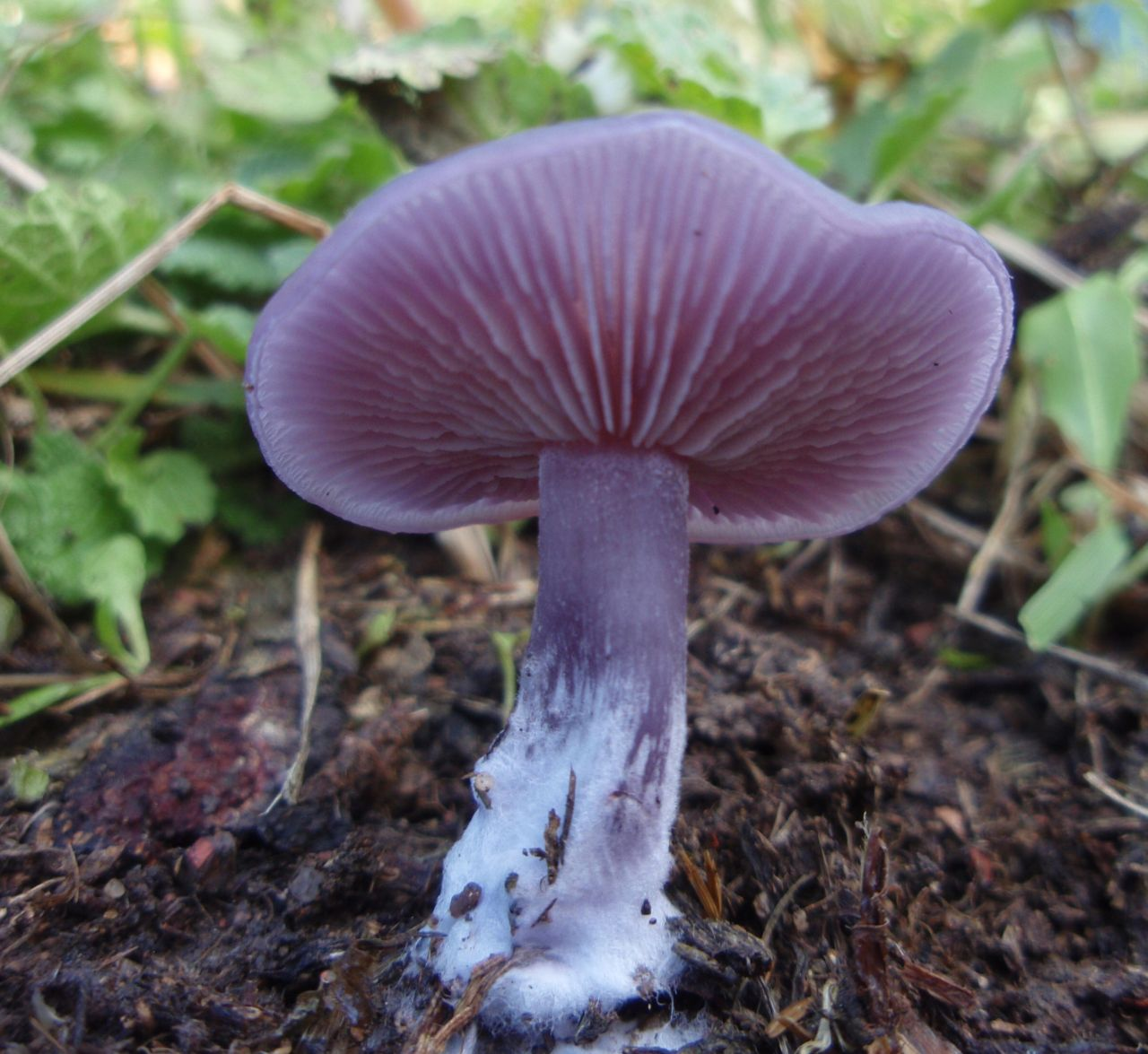
ヒダと柄も淡紫色、根元に菌糸が見られる

## 利用
人家近くで大量に採れる食用キノコで、味も良いので、知る人は好んで食べる。ムラサキシメジより姿は劣るものの、食用としてはコムラサキシメジのほうが肉質がしっかりして味は良いとも評されている。肉質は締まっていて歯切れが良く、ほこり臭さもない。ただし、生長しすぎると臭いがきつくなる場合があるので、なるべく若い個体を選ぶのがよいとされる。炒め物、和え物、ピクルスやピザの具にするほか、刻んでコキーユに入れるとよいとされる。
人工栽培の実験が行われた事が有る。その一方で、腐生菌であるため、堆肥からも発生し、害菌として嫌われる。